# HDP (album)
HDP (Hrubej Domácí Produkt) je první album skupiny Prago Union z roku 2005.
Sample na skladbu Verbální atentát: Laura a její tygři – Já a Bůh

## Tracklist
- Intro feat. Dědek
- Kandidát Vět
- Hadí Počty
- Prýliš Dlouhey Víkent
- Kosh
- Bestiář
- V.A.R. feat. Phat aka James Cole
- Gold Chain Mew – Zick II feat. Planet Asia
- Zvyřátka
- Sklep!
- Pecka S Kurtem feat. Kutmastra Kurt & Admirál Kolíbal
- Int´Louda
- Dlouhábezzastavení feat. De Zrechts
- Verbální atentát
- Drým feat. Klára & Architect
- Beat & I A Já Und Ich feat. Masta Ace & Dendemann
- Starý Pro Nový (Ol´4 Tha New) feat. Edo G. & DJ Richard
- Rapviem
- Půlnoční Běh feat. Dědek